# Coprosma reticulata
Coprosma reticulata là một loài thực vật có hoa trong họ Thiến thảo. Loài này được J.Florence mô tả khoa học đầu tiên năm 1986.